# هوتاكا ناكامورا
هوتاكا ناكامورا (باليابانية: 中村 帆高) (مواليد 12 أغسطس 1997) هو لاعب كرة قدم ياباني.

## وصلات خارجية
- هوتاكا ناكامورا على موقع رابطة كرة القدم اليابانية للمحترفين (اليابانية)
- هوتاكا ناكامورا على موقع إي إس بي إن إف سي (الإنجليزية)
- هوتاكا ناكامورا على موقع قاعدة بيانات كرة القدم.إي يو (الإنجليزية)
- هوتاكا ناكامورا على موقع Soccerbase.com (لاعب) (الإنجليزية)
- هوتاكا ناكامورا على موقع Soccerway.com (الإنجليزية)
- هوتاكا ناكامورا على موقع عالم كرة القدم.نت (الإنجليزية)